# 華盛頓鎮區 (堪薩斯州學托擴縣)
華盛頓鎮區（英語：Washington Township）為美國堪薩斯州學托擴縣轄下的鎮區。2010年美国人口普查中該鎮區人口有85人。

## 地理
華盛頓鎮區涵蓋面積122.25平方（47.20平方英里），境內無城市設立。

### 墓園
根據美國地質調查局的資料，此鎮區擁有3座墓園：
- 伯頓墓園（Burton Cemetery）
- 賴利墓園（Riley Cemetery）
- 托德墓園（Todd Cemetery）

### 溪流
通過此鎮區的溪流有：
| - 加利福尼亞溪（California Creek） - 錫達溪（Cedar Creek） - 戴維斯溪（Davis Creek） - 戴德曼溪（Deadman Creek） | - 格蘭特溪東支流（East Branch Grant Creek） - 中凱尼溪（Middle Caney Creek） - 北凱尼溪（North Caney Creek） - 格蘭特溪西支流（West Branch Grant Creek） |

## 人口統計
根據2010年美國人口普查，華盛頓鎮區人口有85人，住房56戶，人口密度為0.7人/每平方公里。此鎮區居民之種族有95.29%為白人；0%為非裔美國人；0%為美洲原住民；0%為亞裔美國人；0%為太平洋島裔美國人；0%為其他種族；另外有4.71%為混血種族。而西班牙裔或拉丁裔美國人佔此鎮區人口的0%。

## 外部連結
- City-Data.com （页面存档备份，存于）